# Schmiedesattel
Schmiedesättel sind, ähnlich wie Gesenke, austauschbare Bauteile (Einsätze) in mechanischen Hämmern. Die Funktion besteht im Schmieden (Ausrecken, Ausschmieden oder auch Abschmieden) des in der Regel glühenden Eisens (Stahl), ähnlich wie bei Amboss und Hammer.
Der Begriff Sattel in der Metalltechnik geht auf die Erfindung des Wasserrad-getriebenen Schwanzhammers zurück; die paarweise Anordnung als Ober- und Untersattel hängt dagegen mit der Entwicklung zu modernen Schmiedemaschinen wie z. B. der Bêché-Lufthämmer zusammen. Der Sattel bzw. Sättel werden unter anderem am Federhammer, am Fallhammer und in Schmiedepressen verwendet. Für den (sich bewegenden) Obersattel findet sich in der Schmiederei auch der Name Bär, der festsitzende Untersattel ist das eigentliche Gesenk oder die Bahn. „Gesenk“ und „Bahn“ bezeichnen hierbei das formgebende Teil, daher ist beim normalen Handhammer die Bahn am Hammerkopf (die flache Schlagstelle der Finne, und ähnliches, Gesenk steht für komplexere Formen). Beim maschinellen Schmieden ist der schlagende Teil aber meist allgemein flach, und das formgebende Teil steht fest – und ist oft auch austauschbar: das ist die eigentliche Funktion des „Sattels“, dieses Wechselteil aufzunehmen. „Bär“ heißt immer das bewegliche Teil, so wird bei einem Gegenschlaghammer zwischen Ober- und Unterbär unterschieden, analog spricht man von Rammbär für den Kopf der Ramme. Später verlagert sich die Werkzeugaufnahme auch in den beweglichen Teil, was technisch viel aufwändiger ist, und die Unterscheidungen in zahlreichen Spezialmaschinen aufweicht.
In der sprachlich-schmiedetechnischen Relevanz verschob sich der Begriff Sattel zum Teil zum Gesenk, obwohl keine Mulden (Versenkungen, Vertiefungen) oder Reliefs im Sinne von Einsenken als ‚Hineindrücken‘ vorhanden sind, was im Allgemeinen ein Gesenk bezeichnet, wo die Form unmittelbar vorgegeben wird: Gesenkschmieden steht heute in Abgrenzung zum Freiformschmieden (der Unterschied zwischen Formpressen und Gesenkschmieden ist nur, dass der Hammer schneller und manchmal mehrmals zuschlägt, die Presse nur einmal drückt). Heute spricht man z. B. bei einem Lufthammer von einem Recksattel, während das Krongesenk nur leicht in der horizontalen und vertikalen Linie verändert wurde.
In der Vergangenheit und Gegenwart dienen die Schmiedesättel (oder auch die bezeichneten Schmiede-Gesenke) ausschließlich dem Freiformschmieden. Hierbei muss der Schmied die Form seines Werkstückes frei erarbeiten, was Einfühlungsvermögen und vor allem Erfahrung bedeutet. Dieses Verfahren wird zum Beispiel in der Kunstschmiedetechnik verwendet, teils auch der Werkzeugschmiedetechnik und auch z. B. bei der Herstellung geschmiedeter Nägel, welche neuerdings wieder im Fassadenbau massiv benötigt werden.
Das Freiformschmieden wird genutzt, da nicht alle Teile im Gesenk geschmiedet werden können, was sich sehr gut am Beispiel viereckiger Zimmermannsnägel zeigt. Beim Schmieden im Gesenk müssten die Grate und die Fasen an jedem Nagel einzeln geschliffen werden, was beim Freiformschmieden nicht erforderlich ist.
Vor allem ist beim Freiformschmieden die Herstellung von Einzelstücken oder Kleinserien möglich, ohne, wie es beim Gesenkschmieden der Fall ist, eine Form herstellen zu müssen.